# Mu Lyrae
Mu Lyrae (Alathfar, Al Athfar, 2 Lyrae) é uma estrela na direção da constelação de Lyra. Possui uma ascensão reta de 18h 24m 13.80s e uma declinação de +39° 30′ 26.1″. Sua magnitude aparente é igual a 5.11. Considerando sua distância de 441 anos-luz em relação à Terra, sua magnitude absoluta é igual a −0.55. Pertence à classe espectral A3IVn.